# Герб Березного
Герб Бере́зного — офіційний символ міста Березне. Затверджений 7 серпня 1998 року сесією Березнівської міської ради.

## Опис (блазон)
У золотому полі синій Андріївський хрест; у верхній і нижній чвертях — по зеленому березовому листочку, у правій і лівій — червоні в'їзні ворота.
Щит обрамований декоративним картушем та увінчаний срібною міською короною.

## Зміст
Андріївський хрест символізує історичну назву міста, березові листочки — сучасну назву. Ворота символізують давні рогатки, які були на в'їзді до міста.

## Автори
Автори — А. Б. Гречило та член Ради УГТ Ю. П. Терлецький.